# Aguti Azarův
Aguti Azarův (Dasyprocta azarae) je jihoamerický hlodavec z čeledi agutiovitých.

## Popis
Váží 2,4 až 3,2 kilogramy a dorůstá délky 45 až 57 cm plus 1,4 až 3,3 cm dlouhý ocas. Dožívá se 10 až 15 let.
Živí se různými semeny, plody a jinými částmi rostlin. Aguti jsou většinou monogamní. Samice je březí 100 dní, po kterých vrhne 1 až 4 mláďata, které jsou s rodiči dokud se nenarodí další generace.

## Výskyt
Vyskytuje se v Brazílii, Paraguayi a Argentině. Je chován v řadě ZOO, u nás např. v ZOO Brno, ZOO Zlín.